# プラナブ・ムカルジー
プラナブ・クマール・ムカルジー（ヒンディー語：प्रणव कुमार मुखर्जी、英語：Pranab Kumar Mukherjee、ベンガル語：প্রণবকুমার মুখোপাধ্যায় 1935年12月11日 - 2020年8月31日）は、インドの政治家。インドの13代大統領（2012年7月-2017年7月）。インド国民会議派所属。中央政府の大臣を歴任した。日本の報道では主に「ムカジー」や「ムケルジー」と英語名で呼ばれるが、ヒンディー語での発音は「ムカルジー」。

## 生い立ち
英領インド帝国ベンガル（現在の西ベンガル州）に生まれる。カルカッタ大学で法学の学位を取得し、また、同大学の政治学と歴史学の修士号を持つ。

## 政治経歴
財務大臣（1982年-1984年、2009年–2012年）、外務大臣（1995年-1996年、2006年-2009年）、国防大臣（2004年-2006年）、商工大臣（1980年-1982年、1984年、1993年-1995年）など主要閣僚を歴任。ソニア・ガンディー国民会議派総裁やマンモハン・シン首相の推挙で与党連合の統一進歩同盟 (UPA) から大統領に指名され、70%の支持率でP.A.サングマーを破り当選、ベンガル人としては初のインド大統領となる。2012年7月25日から2017年7月25日まで大統領を務めた。
インドの大統領はこれまで名誉職的な国家元首とされてきたが、国民会議派政権で要職を歴任してきた重鎮であるムカルジーの就任によって、政治的実権を持ち重要な役割を果たす大統領になるとの観測もあった。
2020年8月中旬に、新型コロナウイルス感染症（COVID-19）への感染が判明し、意識不明の状態となっていたが、同年8月31日、ニューデリーの軍病院で死去。84歳没。